# Mitrofan (Simaszkiewicz)
Mitrofan, imię świeckie Mitrofan Wasiljewicz Simaszkiewicz (ur. 11 listopada?/23 listopada 1845 w guberni podolskiej, zm. w lipcu 1933) – biskup Rosyjskiego Kościoła Prawosławnego.

## Życiorys
W 1871 ukończył Petersburską Akademię Duchowną z tytułem kandydata nauk teologicznych. W tym samym roku został skierowany do pracy w seminarium duchownym w Kamieńcu Podolskim jako wykładowca historii Rosyjskiego Kościoła Prawosławnego oraz języka francuskiego. W 1875 obronił dysertację magisterską w dziedzinie teologii (poświęconą proroctwu Nauma o Niniwie), zaś dwa lata później został rektorem seminarium, w którym pracował, a następnie przyjął święcenia kapłańskie i natychmiast otrzymał godność protoprezbitera. W 1904, po śmierci żony, złożył wieczyste śluby mnisze i otrzymał godność archimandryty.
29 stycznia 1906 przyjął chirotonię biskupią i został wikariuszem eparchii kazańskiej z tytułem biskupa czeboksarskiego. W chirotonii jako konsekratorzy wzięli udział arcybiskup kazański Dymitr, biskupi symbirski Guriasz, niżnonowogrodzki Nazariusz oraz biskup czystopolski Aleksy. W 1907 przeniesiony na katedrę penzeńską i sarańską. W 1914 otrzymał godność arcybiskupią. W 1915 przeniesiony ponownie, tym razem na katedrę dońską i nowoczerkaską. Brał udział w tworzeniu Tymczasowego wyższego zarządu cerkiewnego na południowym wschodzie Rosji i był jego pierwszym przewodniczącym.
Przed 1922 mianowany metropolitą.
W 1926 dołączył do grigoriewców; zmarł w lipcu 1933, nie wróciwszy do kanonicznej Cerkwi Rosyjskiej.
Autor publikacji z dziedzin historii Cerkwi, historii Podola, liturgiki oraz akafistu ku czci św. Szymona, biskupa włodzimierskiego.